# Cry No More
Singles de Mika Nakashima
Hitori
(2005) All Hands Together
(2006)
Singles par Nana starring Mika Nakashima
Glamorous Sky (2005)
Cry No More est le 17e single de Mika Nakashima sorti sous le label Sony Music Associated Records le 22 février 2006 au Japon. Il atteint la 8e place du classement de l'Oricon pour un total de 45 858 exemplaires vendus. Le single est sorti aux États-Unis.
Cry No More a été utilisé comme musique de générique de fin de l'anime Blood+ à la place de la chanson Kataritsugu Koto de Hajime Chitose. La musique de cette chanson a été composée par Lensei, un musicien Australien, qui avait également composé la musique de Rocking Horse, une chanson de Mika Nakashima présente sur l'album Music.
Black & Blue a été utilisé pour une campagne publicitaire pour Kanebo Kate.
Les 2 chansons sont présentes sur l'album Yes; Black & Blue se trouve également sur la compilation No More Rules.

## Liste des titres
| 1. | Cry No More                 | Kan Chinfa                | Lensei    | 4:38 |
| 2. | Black & Blue                | Mika Nakashima, Lori Fine | Lori Fine | 4:03 |
| 3. | Cry No More (Instrumental)  | Kan Chinfa                | Lensei    | 4:40 |
| 4. | Black & Blue (Instrumental) | Mika Nakashima, Lori Fine | Lori Fine | 4:02 |

Vinyl
| 1. | Cry No More                | Kan Chinfa | Lensei | 4:38 |
| 2. | Cry No More (Instrumental) | Kan Chinfa | Lensei | 4:40 |

| 1. | Black & Blue                | Mika Nakashima, Lori Fine | Lori Fine | 4:03 |
| 2. | Black & Blue (Instrumental) | Mika Nakashima, Lori Fine | Lori Fine | 4:02 |